# Klüden
Klüden is een plaats en voormalige gemeente in de Duitse deelstaat Saksen-Anhalt, en maakt deel uit van de Landkreis Börde.
Klüden telt 308 inwoners.